# Rådet för utrikes frågor

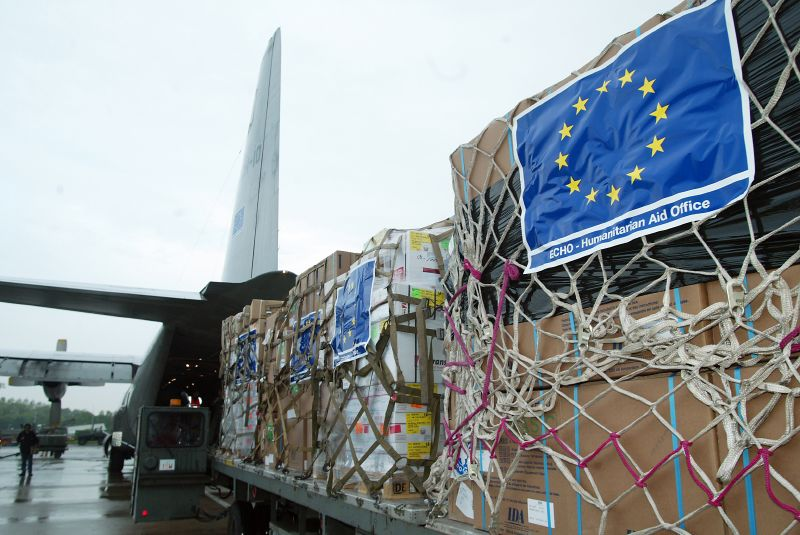
Konstellationen ansvarar bland annat för utvecklings- och biståndspolitik.

Rådet för utrikes frågor (engelska: Foreign Affairs Council, FAC), även känt som utrikesrådet och formellt rådet i konstellationen utrikes frågor eller rådet (utrikes frågor), är en av konstellationerna inom Europeiska unionens råd med ansvar för att utforma unionens yttre åtgärder enligt strategiska riktlinjer som Europeiska rådet fastställer och säkerställa samstämmigheten i unionens åtgärder. Det sammanträder i regel minst en gång i månaden och består vanligtvis av medlemsstaternas utrikes-, försvars-, bistånds- eller handelsministrar. Europeiska kommissionen företräds av olika kommissionsledamöter beroende på vilken sakfråga som diskuteras. Den höga representanten för utrikes frågor och säkerhetspolitik deltar i arbetet och är ordförande för konstellationen, utom när den behandlar frågor som har med den gemensamma handelspolitiken att göra. Då är den rådsmedlem som företräder ordförandelandet ordförande.
Konstellationen fattar beslut om frågor som rör den gemensamma utrikes- och säkerhetspolitiken, den gemensamma säkerhets- och försvarspolitiken, utvecklings- och biståndspolitik och den gemensamma handelspolitiken. Beroende på vilket av dessa politikområden som diskuteras deltar medlemsstaternas utrikes-, försvars-, bistånds- respektive handelsministrar. Arbetet inom rådet för utrikes frågor bereds av Ständiga representanternas kommitté (Coreper). Både den höga representanten och medlemsstaterna kan lägga fram förslag till beslut inom den gemensamma utrikes- och säkerhetspolitiken. Utöver sammanträdena i rådet för utrikes frågor deltar unionens utrikesministrar även varje halvår i ett informellt sammanträde kallat Gymnich-möte.
Konstellationen är jämte rådet för allmänna frågor den enda som omnämns direkt i unionens fördrag och inrättades genom Lissabonfördraget, som trädde i kraft den 1 december 2009. Dessförinnan existerade istället rådet för allmänna frågor och yttre förbindelser.